# Cupressus cashmeriana
Cupressus cashmeriana là một loài thực vật hạt trần trong họ Cupressaceae. Loài này được Royle ex Carrière mô tả khoa học đầu tiên năm 1867.

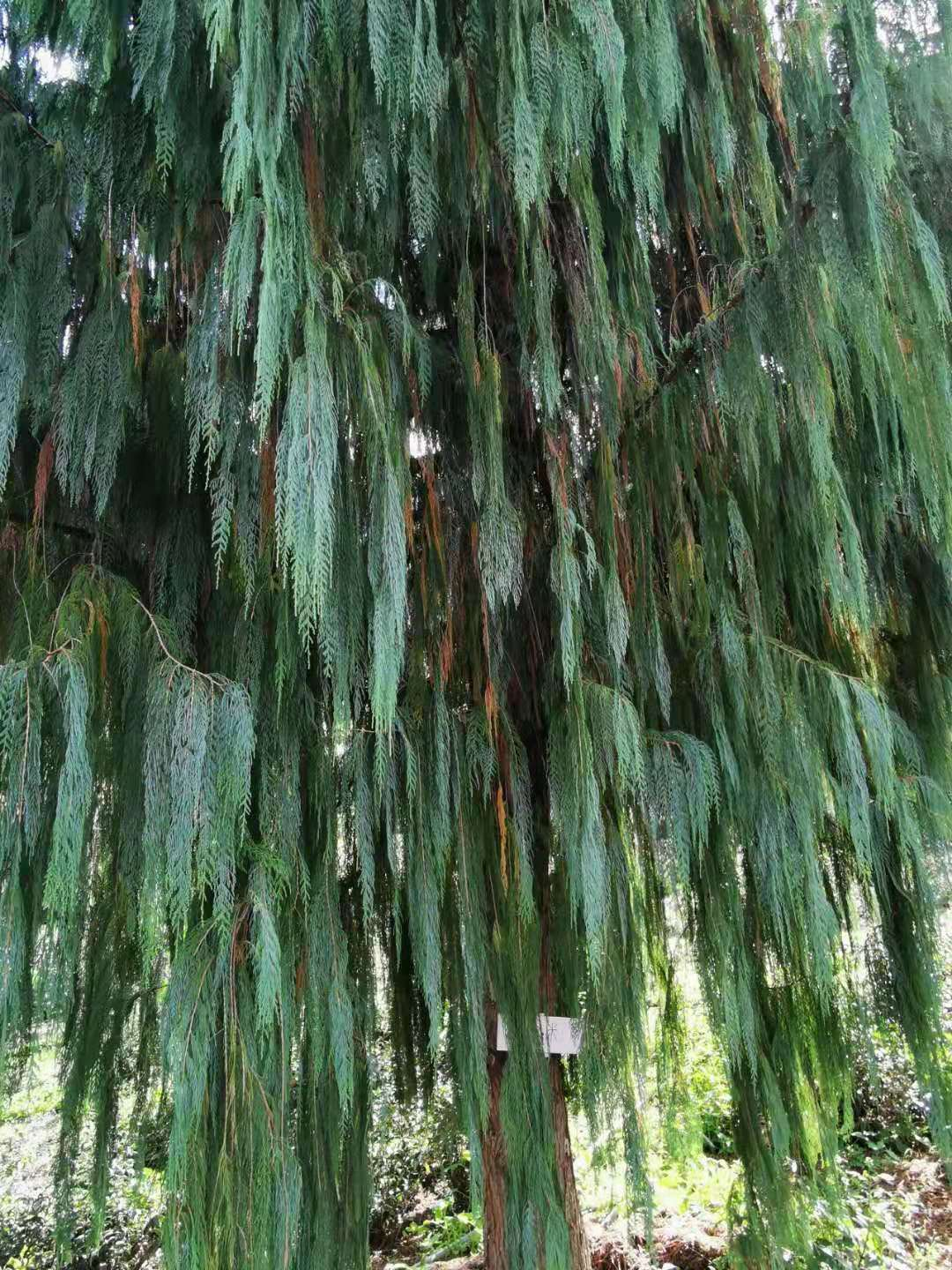
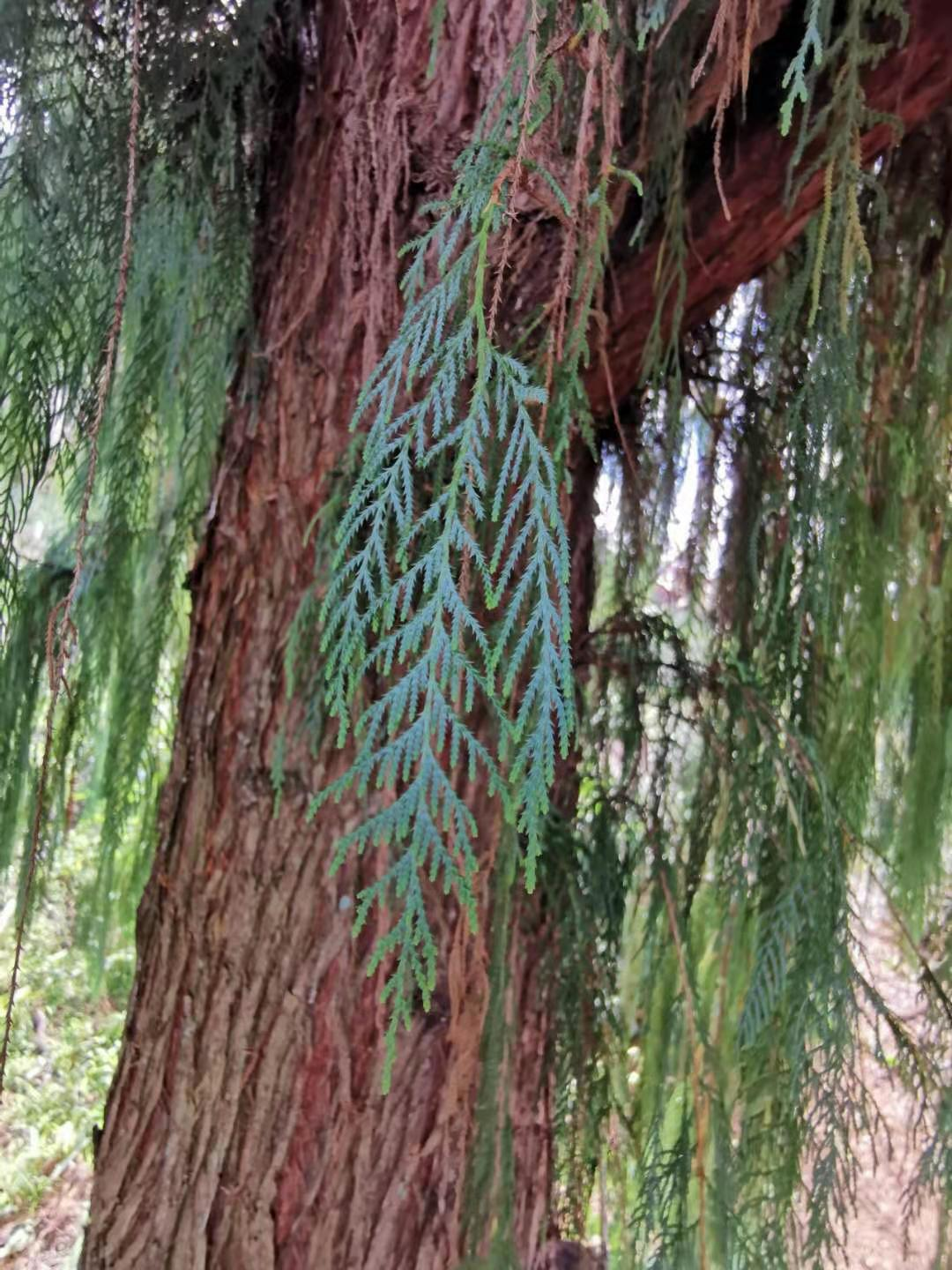
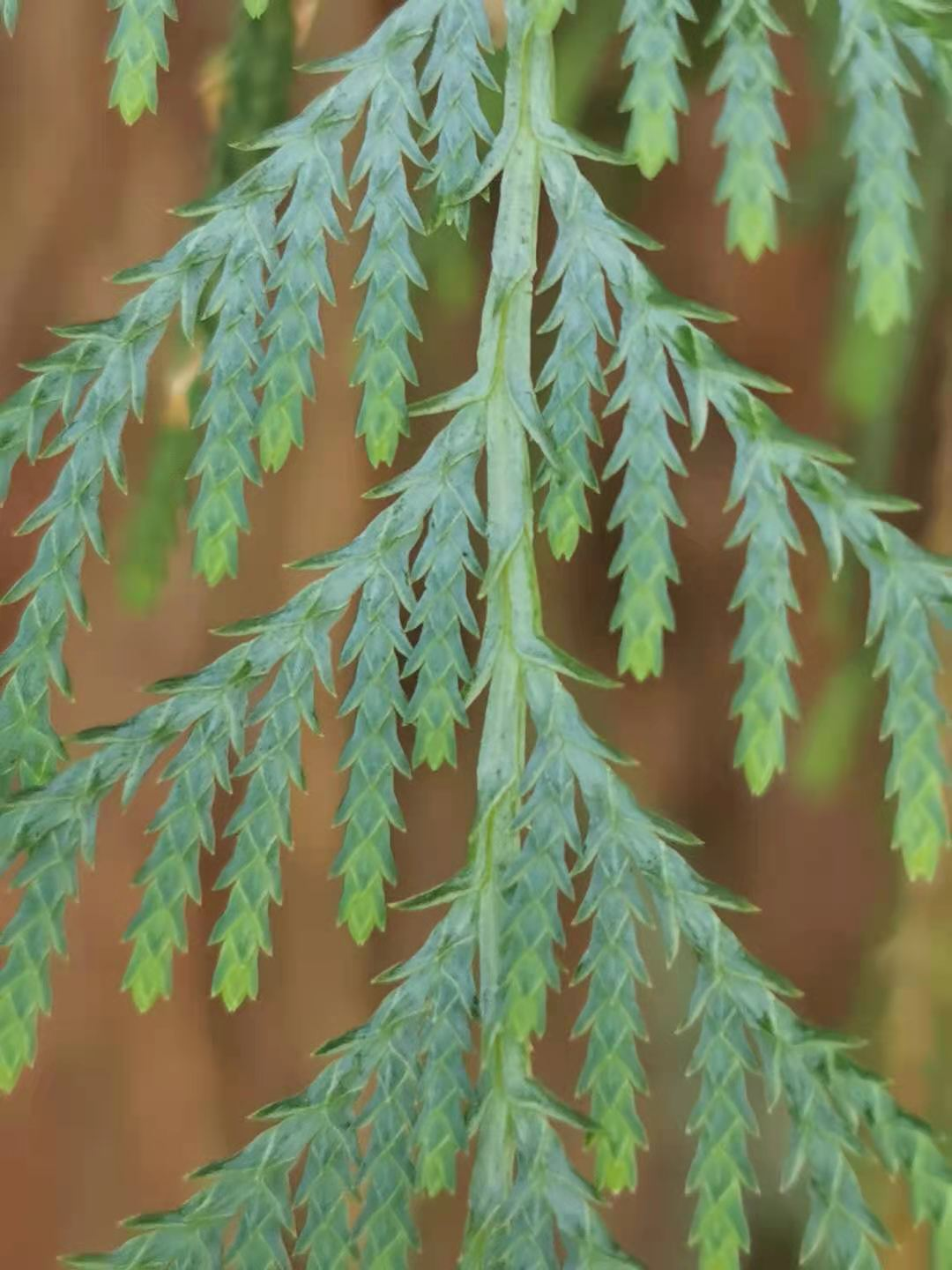
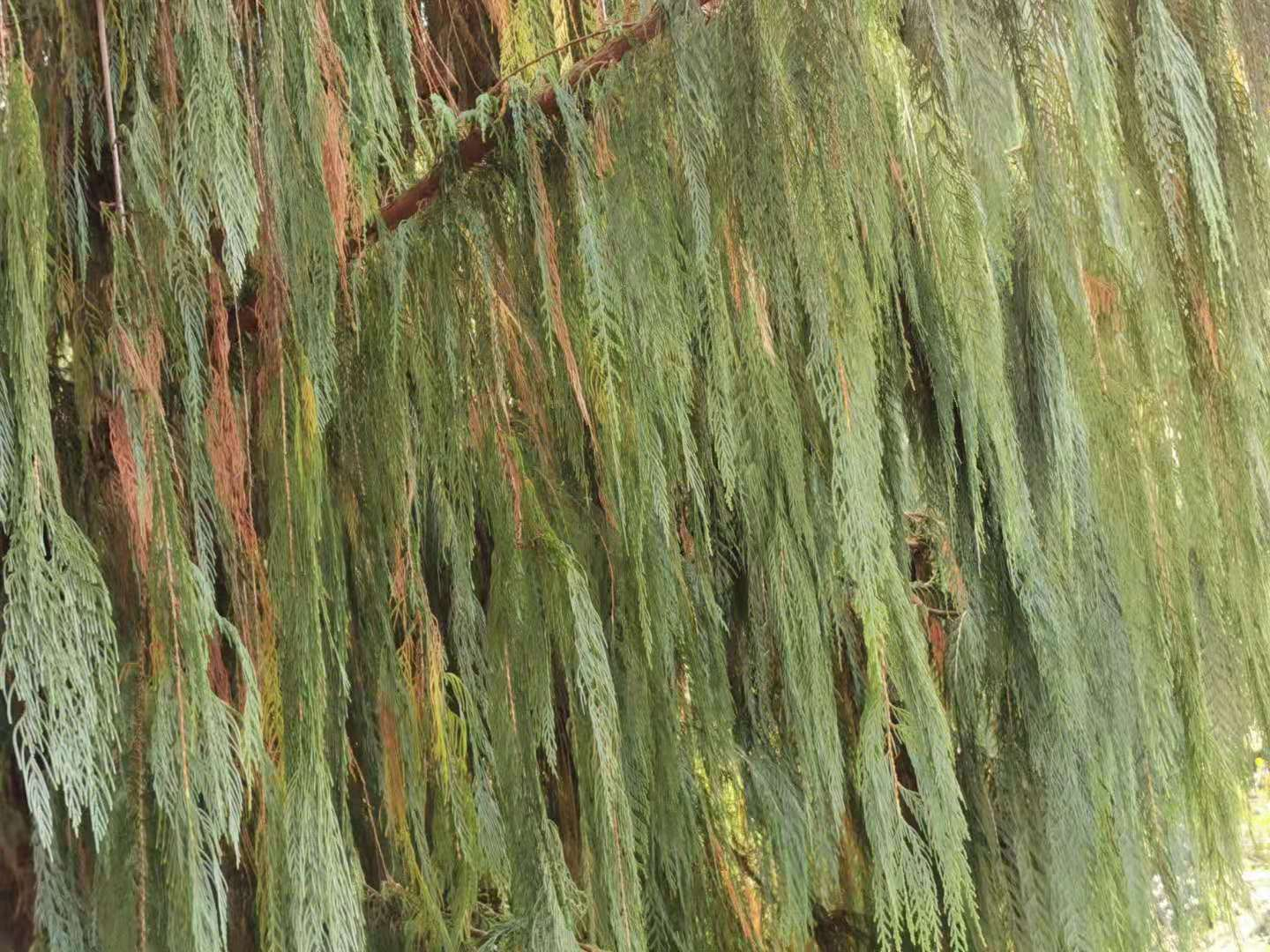